# Várzeamyrfågel
Várzeamyrfågel (Myrmoborus lugubris) är en fågel i familjen myrfåglar inom ordningen tättingar.

## Utseende och läte
Várzeamyrfågeln är en medelstor (12–13 cm) med skilda dräkter mellan könen. Hanen är vitaktigt grå i pannan, med blågrå hjässa och ovansida, med mörkare på vingar och stjärt. Undersidan är vitgrå, på flankerna mörka. Ögat är mörkrött. Honan är gulaktigt rödbrun på hjässan och i ansiktet, gulbrun ovan med beigespetsade vingar och vitaktig undersida. Sången består av en högljudd serie med vassa visslingar som faller i tonhöjd.

## Utbredning och systematik
Várzeamyrfågel delas in i fyra underarter:
- Myrmoborus lugubris berlepschi – förekommer i nordöstra Peru (Loreto) och västligaste delen av Amazonområdet i Brasilien
- Myrmoborus lugubris stictopterus – förekommer i det centrala Amazonområdet (nedre delen av floden Negro och närliggande Solimões)
- Myrmoborus lugubris femininus – förekommer i södra och centrala Amazonområdet (nedre delen av floden Madeira)
- Myrmoborus lugubris lugubris – förekommer i centrala Brasilien (längs båda stränderna av Amazonfloden)

## Status och hot
Arten har ett stort utbredningsområde, men tros minska i antal, dock inte tillräckligt kraftigt för att den ska betraktas som hotad. Internationella naturvårdsunionen IUCN listar arten som livskraftig (LC).

## Namn
Várzea är flodnära skogar i Amazonasbäckenet som står under vatten under regnperioden.